# نادي السيارات السوري
تأسس نادي السيارات السوري في الأول من أيار عام 1950 في مدينة دمشق بمبادرة من أعضاء هيئة المكتب الأول وقد انضم النادي للاتحاد الدولي للسيارات FIA في العام 1960 وأصبح ممثله الرسمي في الجمهورية العربية السورية.
و يقوم بإصدار إجازات السوق الدولية ودفاتر المرور الجمركية (التربتيك) والميكانيك الدولي ويشارك في كافة اجتماعات ولجان الاتحاد الدولي للسيارات FIA .
أما عن النشاطات الأخرى فقد كان للنادي في السابق نشاطات رياضية في تنظيم رالي سورية_لبنان وتوقفت نشاطاته الرياضية لفترة طويلة حتى عادت في نهاية عام 1998 بتنظيم مرور رالي لندن-كيب تاون (London-Cape town) في سورية ونال نادي السيارات السوري أحسن تقييم بين 29 دولة مر فيها الرالي، ومن ثم قام النادي بالترخيص لشركة سيروكو لتنظيم رالي سورية الدولي (تدمر 2000) وقدم كافة المساعدات الإدارية والفنية لنجاح هذا الرالي.
و أصبح الرالي ضمن بطولة الشرق الأوسط للراليات في رالي تدمر 2001 وقد قام النادي أيضا بتنظيم مرور مرحلة من بطولة العالم للراليات الصحراوية الماستر رالي (Master Rally) الذي انطلق من كان في فرنسا إلى العقبة في الأردن ووصل إلى سورية شهر آب من عام 2001 وسباق رحلة إلى النيل (Trial To The Nile) الذي انطلق من ماينز في ألمانيا إلى القاهرة في مصر ومن ثم سباق شمس منتصف الليل إلى البحر الأحمر (Midnight Sun To The Red Sea) في العام 2002 الذي انطلق من أوسلو في النروج إلى ضفاف البحر الأحمر في الأردن ونال النادي تقييم أحسن دولة ساهمت في التنظيم ضمن الدول التي مرت بها جميع هذه الراليات ونال ثناء وتقدير كافة المؤسسات الدولية التي قامت بتنظيم هذه النشاطات السياحية العالمية.